# 聖雅各伯主教座堂 (格爾利茨)
聖雅各伯主教座堂 (St. Jakobus)是天主教格尔利茨教区的主教座堂（自1994年起），位于德国格尔利茨，供奉聖雅各伯。

## 历史
该堂建于1898-1900年，1900年10月6日祝圣，新哥特风格。原本属于布雷斯劳教区。二战结束后，西里西亚划归波兰，当地德国人遭到驱逐。自1945年10月，布雷斯劳教区在德国苏联占领区的格尔利茨设立办事处。1946年7月9日，接管的波兰政府将教区神职人员驱逐到德国的英国占领区。1947年3月，他们设法返回原教区的西部，当时的德国苏联占领区。格尔利茨成为流亡的布雷斯劳教区的临时驻地。1972年原教区的波兰部分重新成立弗羅茨瓦夫總教區。1994年，德国教区重新改组，成立格尔利茨教区，聖雅各伯堂成为主教座堂。

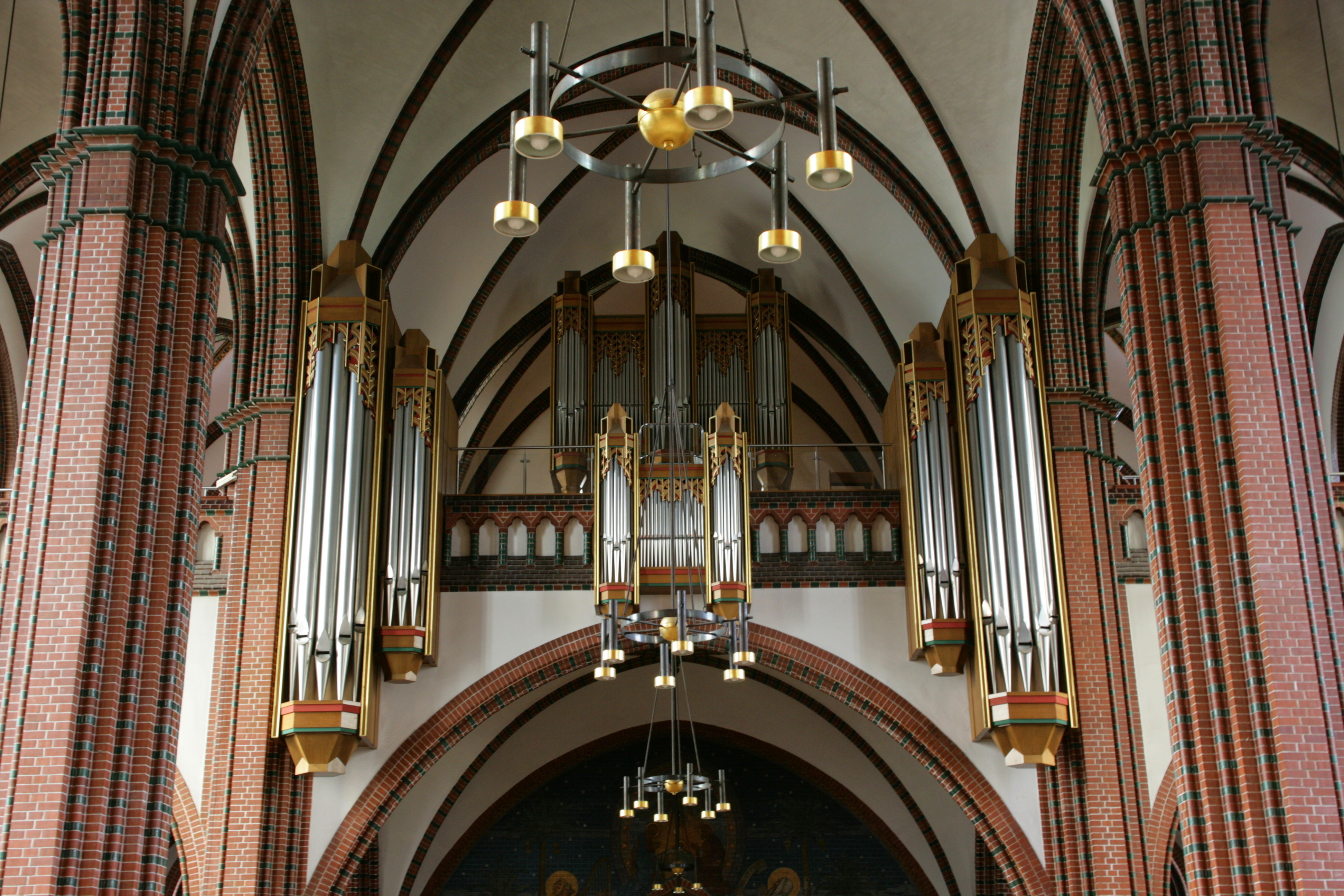